# Carl Rudolf, Công tước xứ Württemberg-Neuenstadt

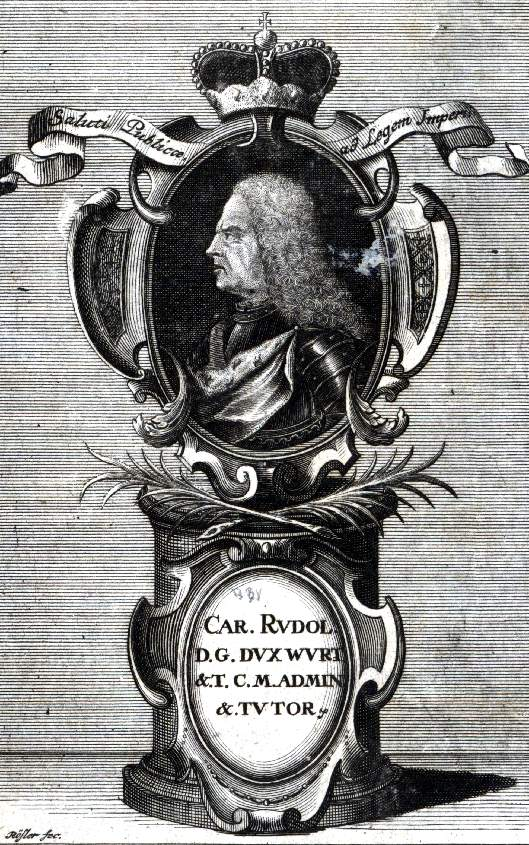
Carl Rudolf

Carl Rudolf (29 tháng 5 năm 1667, tại Neuenstadt am Kocher – 17 tháng 11 năm 1742, tại Neuenstadt am Kocher ) là Công tước cuối cùng cai trị xứ Württemberg-Neuenstad. Ông cũng là chỉ huy quân đội Đan Mạch và thống chế của Thánh chế La Mã.